# 野の花会
野の花会（ののはなかい）は、東京都杉並区にある「統一教会」（統一協会）系組織のひとつとされる民間福祉支援（ボランティア）団体。養護施設、知的障害施設、老人ホーム、在宅障害者、海外支援等への寄付、寄贈や施設訪問、観劇招待、イベント招待など福祉支援活動やボランティア活動を行っている。
施設で製作された作品を、常時展示、販売している常設の店舗、『野花』」を持ち、リサイクル商品、健康生活用品、生活便利商品等を販売している。
機関誌『歩み』と『野花だより』を発行。 
活動の一環としてハンカチ、靴下、化学雑巾、脱臭剤、手芸品などの訪問販売を行っているのは統一教会の信者だと言われる（、p250）。統一教会の教えにはサタン側（統一教会の外部の世界）に奪われた万物（物やお金）を神側（統一教会側）に取り戻す「万物復帰」という教えがあり、この教えに基づいてこのような販売活動が行われている（、p252）。そのため、集められた資金はほとんどが統一教会（世界基督教統一神霊協会）の活動資金になっているとの指摘がある（、p250）。統一教会によれば、「純然たる寄付行為＝家庭募金、街頭募金」はしていないとしている。
同様な統一教会系の団体に「国際救援友好協会」（IRFF）、「SHINZEN」（しんぜん会）がある。
1987年、 鹿児島県により法人設立認可された「社会福祉法人　野の花会」および、福岡市にある障害者支援施設、「社会福祉法人　第一野の花学園」は一切無関係。

## シンボルマーク
四つ葉のクローバー（それぞれの葉が思いやる心・譲り合いの心・家族の健康・共存共栄を表す）

## 沿革
- 1977年（昭和52年） - 4月　「明日を築く愛と奉仕」をタイトルに民間の福祉支援団体として発足。
- 1979年 - 春、杉並区下井草の商店街に常設のバザーショップ『野花』がオープン。
- 1987年 - 10周年記念として、全国19所でチャリティー歌謡ショーを開催。入場者延べ人数6万人、130カ所の施設を招待。
- 1996年 - 住環境提言雑誌『チルチンびと』5月号で紹介される。
- 1997年 - 20周年記念として障害者家庭を保養施設に招待し、家庭懇親会と慰労会。
- 2002年 - 25周年記念として埼玉県の福祉施設「フレンドセンターまきの木」で記念交歓会。
- 時期不明（2000年代） - 埼玉肢体不自由児者父母の会連合会に協賛、「四ツ葉野の花会」と改称。

## 書籍の出版
- 『歳ばあちゃん　奮戦記』 1986年
- 『タンポポ　飛んだ』　1995年5月